# 穆沙加·巴肯加
穆沙加盧薩·巴肯加·若爾·納穆貢加（挪威語：Mushagalusa Bakenga Joar Namugunga；1992年8月8日—），挪威足球運動員，現效力日職球會德島漩渦，司職前鋒。

## 俱樂部生涯
2019/20賽季初，巴肯加被挪威足球超級聯賽球會奧特以自由身簽下。作為前鋒球員上賽季在挪超聯賽攻入了11個進球。
德島漩渦從挪威足球超級聯賽球會奧特簽入了前鋒球員巴肯加。

## 外部連結
- worldfootball.net：穆沙加·巴肯加之統計數據 （英文）
- Mushaga Bakenga （页面存档备份，存于） at AS.com （西班牙語）